# Tephritis ptarmicae
Tephritis ptarmicae är en tvåvingeart som beskrevs av Erich Martin Hering 1935. Tephritis ptarmicae ingår i släktet Tephritis och familjen borrflugor. Inga underarter finns listade i Catalogue of Life.